# Великокірсановське сільське поселення
Великокірсановське сільське поселення — муніципальне утворення в складі Матвієво-Курганського району Ростовської області Росії. Адміністративний центр — хутір Велика Кірсановка.
За даними перепису населення 2010 року на території сільського поселення проживало 2103 особи. Частка чоловіків у населенні складала 48% або 1009 осіб, жінок — 52% або 1094 особи.

## Склад
Населені пункти, що входять до складу сільського поселення:
| № | Назва             | Тип   | Населення (2010), ос. |
| - | ----------------- | ----- | --------------------- |
| 1 | Велика Кірсановка | хутір | 894                   |
| 2 | Іваново-Ясиновка  | хутір | 119                   |
| 3 | Криничний         | хутір | 75                    |
| 4 | Кульбаково        | село  | 792                   |
| 5 | Кучеровка         | хутір | 2                     |
| 6 | Петропілля        | хутір | 189                   |
| 7 | Подгорний         | хутір | 32                    |